# Hendricus Gruythuysen
Hendricus Gruythuysen ( Eindhoven, 15 december 1751 - aldaar, 10 januari 1838 ) is een voormalig burgemeester van Eindhoven. Gruythuysen werd geboren als zoon van Roelandus Gruythuysen en Antonetta Peeters. Hij was koopman, tabaksfabrikant en in 1783 en 1784 burgemeester van Eindhoven. In die tijd had Eindhoven steeds twee burgemeesters.
Hij trouwde twee keer. Op 9 mei 1773 trouwde hij te Eindhoven met Hendrika Verouden, geboren te Boxtel, begraven in Eindhoven op 15 juli 1788. 
Op 15 november 1789 trouwde hij de tweede keer, weer te Eindhoven, met Maria Elisabeth Jorissen, dochter van Joris Jorissen en Catharina van Riet, geboren te Weert in 1760, overleden in Eindhoven op 12 januari 1829. 